# Marbulínek
Marbulínek je fiktivní postava čertíka ze série knih, jejichž texty psal především Otakar Haering a ilustroval František Smatek. Některé texty jsou dílem Jana Zmatlíka (Marbulínek vítá jaro), též pod pseudonymem J. Jerza nebo Jan Jirsa (Marbulínek v nebi, Marbulínek a loutky). Jednotlivé sešity a později knihy vycházely v letech 1931–1944 v nakladatelství Zmatlík a Palička.
V devadesátých letech 20. století knihy vyšly v reedici v nakladatelství Jiřího Zmožka Carmen, později jako zvukové nahrávky v nakladatelství Music Vars.

## Jednotlivé sešity a knihy
- Marbulínek, Kašpárek, pejsek Fenek a jejich veselé příhody (1931, 1991)
- Marbulínek, Kašpárek a pejsek Fenek na venkově (1931, 1992)
- Marbulínek, Kašpárek a pejsek Fenek v zoologické zahradě (1931, 1992)
- Marbulínek, Kašpárek a pejsek Fenek v dětském koutku (1932)
- Marbulínek, Kašpárek a Bobi ve škole (1934, 1942)
- Marbulínek s nejmilejšími zviřátky (1934, 1941, 1991)
- Marbulínkův sen z pohádky do pohádky (1934)
- Marbulínek v nebi (1934)
- Marbulínek cestuje (1934, 1991)
- Marbulínek a jeho hračky (1934, 1992)
- Marbulínek vítá zimu (1941)
- Marbulínek vítá jaro (1941, 1944, 1992)
- Marbulínek a loutky (1941)
- Marbulínek v nebi (1941)
- Marbulínek v nebi: Marbulínkův sen. Díl 2 (1942, 1992)
- Marbulínkův cirkus (1942)

## Kritické přijetí
Kritika považovala tato díla za „reprezentaci nejpokleslejšího nevkusu a kýče“ a za „projev krajní komercionalizace ediční činnosti pro děti“.
Knihy byly ale velmi populární a Marbulínek se dostal i do lidových úsloví, například: „Směješ se jako Marbulínek“.